# Маленький чёрный ботинок
«Маленький чёрный ботинок» (англ. Little Black Boot) — короткометражный фильм 2004 года режиссёра Колетт Берсон.

## Сюжет
Синди живёт с матерью и двумя сёстрами. Сёстры считают Синди «гадким утёнком» и постоянно унижают. В школе Синди нравится девушка Лори, но ей не хватает смелости с ней даже познакомиться. На выпускном бале Синди решает появиться в мужском костюме. Лори, которую избрали королевой бала, привлечена ей, и вскоре девушки танцуют вместе. Но в полночь Синди убегает, потеряв один из своих ботинков. Его подбирает приятель Лори, Джастин. На следующий день Лори отбирает у него ботинок и хочет вернуть его Синди. Джастин и его друзья высмеивают девушек. Но их любовь сильнее насмешек.

## Актёрский состав
| В ролях       |  | Персонаж               |
| ------------- |  | ---------------------- |
| Кармен Плам   |  | Синди                  |
| Дания Рамирес |  | Лори                   |
| Джейн Линч    |  | Грейс, мать Синди      |
| Энтони Вудс   |  | Джастин, приятель Лори |